# ルー・フォード
ジョン・ルイス・フォード（Jon Lewis "Lew" Ford, 1976年8月12日 - ）は、アメリカ合衆国テキサス州ボーモント出身の元プロ野球選手（外野手）。2024年より独立リーグであるアトランティックリーグのロングアイランド・ダックスの監督を務める。

## 経歴

### プロ入り前
高校時代は、フットボールと野球の双方の選手だった。成績優秀でテキサスA&M大学から奨学金を受けて入学するが野球部からは外されてしまい、その後はセミノール短期大学、リー短期大学と転校を繰り返した。ダラス・バプティスト大学に転校後の1998年にはオールアメリカに選ばれるなど活躍をしたが、MLBドラフトでは指名されなかった。

### プロ入りとレッドソックス傘下時代
1999年のMLBドラフト12巡目でボストン・レッドソックスから指名を受けプロ入り。

### ツインズ時代
2000年9月にヘクター・カラスコとの交換トレードでミネソタ・ツインズに移籍した。
2003年5月29日の対シアトル・マリナーズ戦でメジャーデビュー。初打席で長谷川滋利から右前安打を打った。
2004年は指名打者と外野の3ポジションで154試合に出場し、規定打席に到達。打率.299、15本塁打、72打点、出塁率.381を記録した。
2005年も規定打席に達したが、前年より成績が低下した。
2006年はシャノン・スチュワートの怪我でチャンスを得たが、外野手に転向したマイケル・カダイアーの台頭や、腹斜筋を痛めて故障者リスト入りするなどチャンスを生かせなかった。
2007年はリハビリテーションのため開幕をAAA級で迎え、5月に復帰した後も調子は上がらず8月には再びAAA級に降格するなど結果を残せなかった。

### 阪神時代

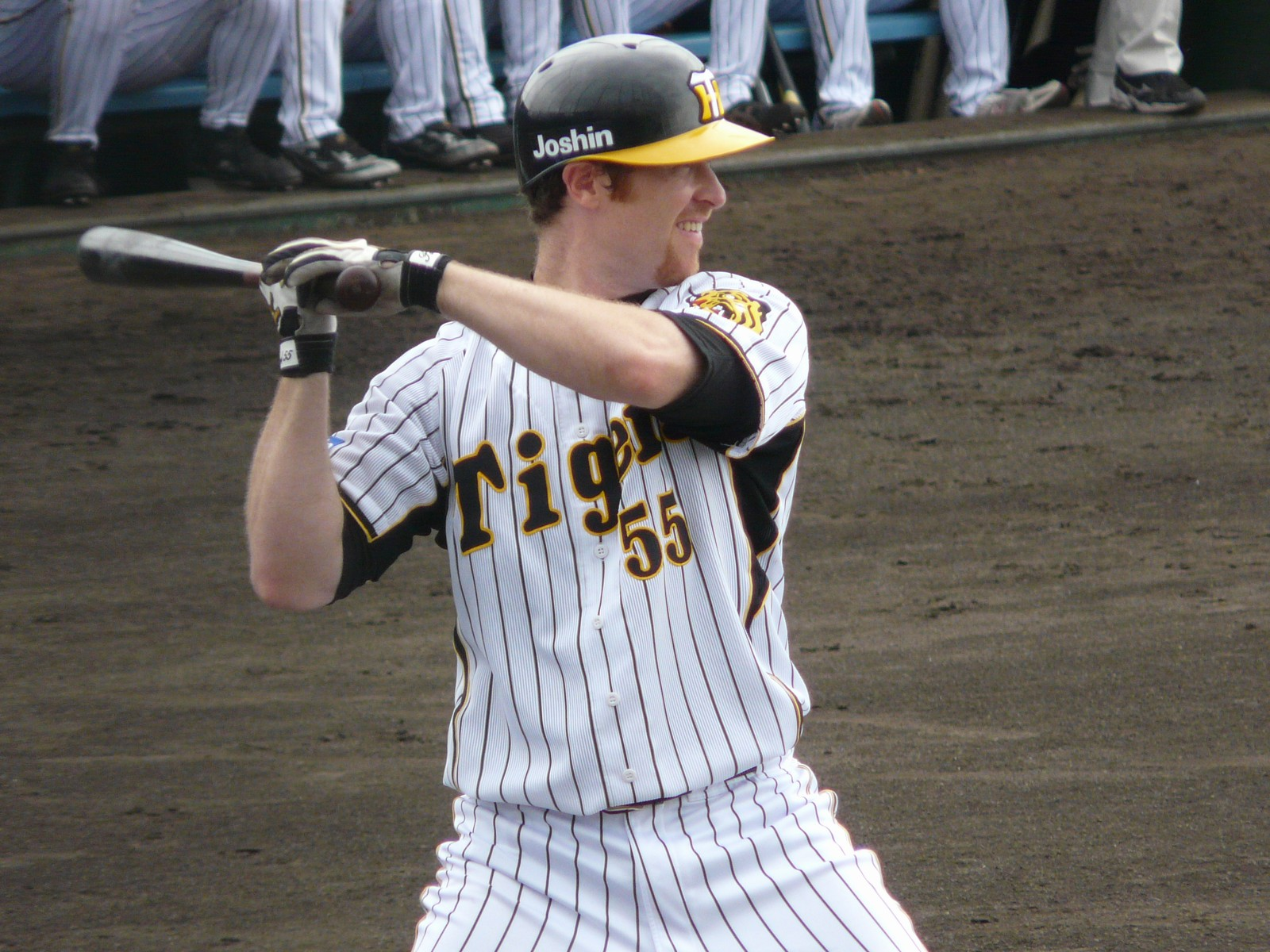
阪神時代（2008年6月26日、阪神鳴尾浜球場）

2007年12月14日、阪神タイガースが獲得を発表した。選球眼が良く、確実性のある中距離打者という評価だった。
2008年の春季キャンプは故障で出遅れたが、オープン戦後半で好調を維持し、右の大砲として期待された。3月28日の横浜ベイスターズとの開幕戦で7番・右翼手としてデビューを果たした。開幕から数試合はヒットが出なかったが、チームが開幕5連勝と勢いに乗っていたこともあり大きな穴にはならなかった。しかし、その後も結果を残すことができず、葛城育郎や林威助にレギュラーを奪われる形となった。7月20日の対中日ドラゴンズ戦で、4回2点を返しなおも1死一・三塁の場面で、カウント2-1から、ワンバウンドするボール球に2球手を出し三振。これに対して監督の岡田彰布は、「1人野球が分かっていない」「あそこできちんと四球を選べたら今頃ファームには落ちてない」と激怒。翌日にはシーズン3度目の二軍落ちとなった。
その後、北京五輪から復帰した新井貴浩の故障、今岡誠の不振で右打者が手薄となっても、一軍昇格候補に挙がることはないまま、ライアン・ボーグルソンと共にクライマックスシリーズを前に帰国し、同年限りで退団した。

### 阪神退団後
2009年3月にコロラド・ロッキーズとマイナー契約を結んだが、4月に解雇された。その後は独立リーグのアトランティックリーグに加盟するロングアイランド・ダックスでプレー。8月にシンシナティ・レッズとマイナー契約を結んだ。
2010年はメキシカンリーグでプレー。
2011年は再びロングアイランド・ダックスでプレーした。
2012年シーズンはボルチモア・オリオールズと契約を結び、傘下のマイナーリーグ、ノーフォーク・タイズに所属していたが、7月29日にメジャーリーグに昇格した。
2013年もオリオールズとマイナー契約を結んだがメジャーに昇格することなく8月に自由契約となった。8月27日に、古巣のロングアイランド・ダックスと契約を結んだ事が発表され、2年振りに復帰した。
2014年2月24日に、コーチ兼任選手として再契約を結んだ事が発表された。またこの年は、打率.347、15本塁打、95打点の好成績で、アトランティックリーグの最優秀選手賞を受賞した事が発表された。
2015年2月2日に、コーチ兼任選手として再契約を結んだ事が発表された。7月10日にメキシカンリーグのティファナ・ブルズと契約。9月11日にダックスに復帰。オフはベネズエラのウィンターリーグでプレー。
2016年3月16日にダックスと再契約。
2018年には123試合に出場して打率.293、10本塁打を記録。また、2019年と2021年も規定打席未満ではあるが打率3割を記録している。
47歳を迎えた誕生日翌日である2023年8月13日のガストニア・ハニーハンターズ戦では、リーグ最年長記録となる本塁打を打った。この年も35試合に出場して打率.340（100打数34安打）、1本塁打、14打点という好成績を挙げた。

### 現役引退後
2023年11月15日、翌2024年シーズンより、過去13年（うち9年は選手兼コーチとして）所属したロングアイランド・ダックスの監督に就任することが発表された。

## プレースタイル・人物
高めに抜けた速球には強いが、上体が突っ込む癖があるため変化球には弱点があり、特に左投手の外角に逃げる球を苦手とする。引っぱりを意識している時には内角をさばくのは上手い。走塁技術は平均より上である。守備も平均よりやや上であるが、打撃不振時には守備にも影響が出ることがある。
ツインズ時代はスライディングキャッチやヘッドスライディングなどの果敢なプレーから、スタンドから「ルー」コール（ルーイング、Lew-ing）が起こる人気者だった。積極的なプレーの反面、ロッカールームではパソコンを操作し、チームメイトのノートパソコンを修理したりもし、大学入学の際に受けたSATでは合計1,400点、特に数学では800点満点中750点を取るなど知性も兼ね備える一面もある。また、シャツを着たままアイロンをかけようとするなど“逝っちゃってる天才”と揶揄されることもあった。

## 詳細情報

### 年度別打撃成績
| 年 度    | 球 団    | 試 合 | 打 席 | 打 数 | 得 点 | 安 打 | 二 塁 打 | 三 塁 打 | 本 塁 打 | 塁 打 | 打 点 | 盗 塁 | 盗 塁 死 | 犠 打 | 犠 飛 | 四 球 | 敬 遠 | 死 球 | 三 振 | 併 殺 打 | 打 率 | 出 塁 率 | 長 打 率 | O P S |
| -------- | -------- | ----- | ----- | ----- | ----- | ----- | -------- | -------- | -------- | ----- | ----- | ----- | -------- | ----- | ----- | ----- | ----- | ----- | ----- | -------- | ----- | -------- | -------- | ----- |
| 2003     | MIN      | 34    | 83    | 73    | 16    | 24    | 7        | 1        | 3        | 42    | 15    | 2     | 0        | 1     | 0     | 8     | 0     | 1     | 9     | 1        | .329  | .402     | .575     | .977  |
| 2004     | MIN      | 154   | 658   | 569   | 89    | 170   | 31       | 4        | 15       | 254   | 72    | 20    | 2        | 2     | 7     | 67    | 3     | 13    | 75    | 15       | .299  | .381     | .446     | .827  |
| 2005     | MIN      | 147   | 590   | 522   | 70    | 138   | 30       | 4        | 7        | 197   | 53    | 13    | 6        | 2     | 5     | 45    | 2     | 16    | 85    | 9        | .264  | .338     | .377     | .715  |
| 2006     | MIN      | 104   | 255   | 234   | 40    | 53    | 6        | 1        | 4        | 73    | 18    | 9     | 1        | 1     | 0     | 16    | 0     | 4     | 43    | 5        | .226  | .287     | .312     | .599  |
| 2007     | MIN      | 55    | 130   | 116   | 13    | 27    | 6        | 0        | 3        | 42    | 14    | 3     | 1        | 0     | 0     | 11    | 0     | 3     | 24    | 4        | .233  | .315     | .362     | .677  |
| 2008     | 阪神     | 47    | 144   | 129   | 11    | 29    | 7        | 1        | 3        | 47    | 11    | 0     | 1        | 0     | 2     | 11    | 0     | 2     | 27    | 6        | .225  | .292     | .364     | .656  |
| 2012     | BAL      | 25    | 79    | 71    | 7     | 13    | 3        | 0        | 3        | 25    | 4     | 1     | 0        | 1     | 0     | 7     | 0     | 0     | 13    | 3        | .183  | .256     | .352     | .609  |
| MLB：6年 | MLB：6年 | 519   | 1795  | 1585  | 235   | 425   | 83       | 10       | 35       | 633   | 176   | 48    | 10       | 7     | 12    | 154   | 5     | 37    | 249   | 37       | .268  | .345     | .399     | .744  |
| NPB：1年 | NPB：1年 | 47    | 144   | 129   | 11    | 29    | 7        | 1        | 3        | 47    | 11    | 0     | 1        | 0     | 2     | 11    | 0     | 2     | 27    | 6        | .225  | .292     | .364     | .656  |

### 記録
NPB
- 初出場・初先発出場：2008年3月28日、対横浜ベイスターズ1回戦（京セラドーム大阪）、7番・右翼手として先発出場
- 初安打：2008年4月1日、対広島東洋カープ1回戦（広島市民球場）、1回表に高橋建から左翼線へ二塁打
- 初打点：2008年4月4日、対読売ジャイアンツ1回戦（東京ドーム）、2回表に高橋尚成から三塁適時内野安打
- 初本塁打：同上、4回表に高橋尚成から左越ソロ

### 背番号
- 20 （2003年 - 2007年）
- 55 （2008年）
- 51 （2012年）

### 登場曲
- 「Tonight」Jeremy Camp（2008年）